# Aire urbaine de Lesparre-Médoc
L'aire urbaine de Lesparre-Médoc est une aire urbaine française centrée sur la ville de Lesparre-Médoc  département de la Gironde.

## Données globales
En 2010, selon l'Insee, l'aire urbaine de Lesparre-Médoc est composée de deux communes, toutes situées dans l'arrondissement de Lesparre-Médoc, subdivision administrative du département de la Gironde.
Son pôle urbain et l'unité urbaine de Lesparre-Médoc sont composés des mêmes communes.

## Délimitation de l'unité urbaine de 2010
Liste des communes appartenant à l'Aire urbaine de Lesparre-Médoc selon la nouvelle délimitation de 2010 et sa population municipale.
| Nom              | Code Insee | Statut | Superficie (km2) | Population (dernière pop. légale) | Densité (hab./km2) |
| ---------------- | ---------- | ------ | ---------------- | --------------------------------- | ------------------ |
| Gaillan-en-Médoc | 33177      |        | 42,02            | 2 376 (2022)                      | 57                 |
| Lesparre-Médoc   | 33240      |        | 36,97            | 5 862 (2022)                      | 159                |

## Évolution démographique
L'évolution démographique ci-dessous concerne l'aire urbaine de Lesparre-Médoc délimitée selon le périmètre de 2010.
| 1968  | 1975  | 1982  | 1990  | 1999  | 2010  | 2015  | - | - |
| ----- | ----- | ----- | ----- | ----- | ----- | ----- | - | - |
| 4 792 | 5 088 | 5 699 | 6 434 | 6 770 | 7 615 | 7 974 | - | - |

### Articles externes
- L'unité urbaine de Lesparre-Médoc sur le splaf Gironde
- Composition communale de l'aire urbaine de Lesparre-Médoc selon le nouveau zonage de 2010